# Sham Shui Po
El distrito Sham Shui Po (en caracteres chino tradicionales: 深水埗區, pinyin: Shēnshuǐ bù qū, del cantones: muelle de aguas profundas, en inglés: Sham Shui Po District) es uno de los 18 distritos de la ciudad de Hong Kong, territorio especial administrado por la República Popular China desde 1997. Está ubicado casi en la parte central de la isla de Hong Kong. Su área es de 9.5 kilómetros cuadrados y su población es de 367 000 (2011).
Como la tumba de Lee Cheng uk ( chinoise: 李鄭屋漢墓 ) Unido fue desenterrada en 1955, los historiadores sugirieron que al menos durante la dinastía Han del Este, hubo residentes que se establecieron en la región.
Habitada desde el Neolítico, este distrito fue construido en 1981.
En el distrito se encuentra el Hospital Preciosa Sangre.

## Administración
El distrito de Sham Shui Po se divide en 9 distritos menores:
- Cheung Sha Wan 長沙灣
- Kowloon Tong 九龍塘
- Lai Chi Kok 荔枝角
- Mei Foo Sun Chuen 美孚新邨
- Sham Shui Po 深水埗
- Shek Kip Mei 石硤尾
- So Uk 蘇屋
- Isla Stonecutters 昂船洲
- Yau Yat Tsuen 又一村